# Кімбе
Кімбе — місто та адміністративний центр провінції Західна Нова Британія в Папуа-Новій Гвінеї та найбільший населений пункт на острові. Місто Кімбе є третім за величиною портом у Папуа-Новій Гвінеї та містом, що розвивається найшвидше в південній частині Тихого океану. Місто Кімбе обслуговується аеропортом Хоскінс. Місто підпорядковане LLG Kimbe Urban.

## Промисловість
Місто Кімбе є центром багатьох галузей промисловості, включаючи виробництво пальмової олії, какао, лісозаготівлю та кокосові плантації. Багато з цих продуктів відправляються через головний порт Кімбе. Найбільше підприємство у Західній Новій Британії та самій Папуа-Новій Гвінеї називається New Britain Palm Oil Limited, або NBPOL, яка також є власником Ramu Agriculture. Штаб-квартира компанії знаходиться в Мозі, невеликому містечку приблизно за 12 кілометрів (7,5 миль) від головного району Кімбе. Компанія вирощує олійну пальму, а потім використовує плоди для виробництва пальмової олії, яка використовується в кулінарній олії, шампунях, милі, продуктах для тіла, зволожувачах та багатьох інших продуктах. Олію виробляють 4 олійні фабрики та 1 переробний завод. Назви фабрик: олійний завод Моса, олійний завод Кумбанга, олійний завод Нумундо, олійний завод Капіура, олійний завод Кумбунго та переробний завод Кумбунго. Підприємство також тримає поголів'я великої рогатої худоби для того щоб прокормити місцевість. Працівники компанії не тільки отримують зарплату, але й безкоштовно забезпечуються світлом, водою, телебаченням і житлом.

## Клімат
Кімбе має клімат тропічного лісу (Köppen Af) з рясними опадами впродовж усього року.
| Клімат Kimbe            | Клімат Kimbe | Клімат Kimbe | Клімат Kimbe | Клімат Kimbe | Клімат Kimbe | Клімат Kimbe | Клімат Kimbe | Клімат Kimbe | Клімат Kimbe | Клімат Kimbe | Клімат Kimbe | Клімат Kimbe | Клімат Kimbe |
| Показник                | Січ.         | Лют.         | Бер.         | Квіт.        | Трав.        | Черв.        | Лип.         | Серп.        | Вер.         | Жовт.        | Лист.        | Груд.        |              |
| Середній максимум, °C   | 30,5         | 30,2         | 30,3         | 30,2         | 30,0         | 29,8         | 28,9         | 29,2         | 30,2         | 30,2         | 30,7         | 30,3         |              |
| Середня температура, °C | 26,9         | 26,8         | 26,8         | 26,6         | 26,6         | 26,4         | 25,8         | 25,8         | 26,4         | 26,6         | 26,8         | 26,8         |              |
| Середній мінімум, °C    | 23,4         | 23,4         | 23,3         | 23,0         | 23,2         | 23,0         | 22,8         | 22,4         | 22,7         | 23,0         | 23,0         | 23,3         |              |
| ----------------------- | ------------ | ------------ | ------------ | ------------ | ------------ | ------------ | ------------ | ------------ | ------------ | ------------ | ------------ | ------------ | ------------ |
| Джерело:                |              |              |              |              |              |              |              |              |              |              |              |              |              |